# Pseudepidalea luristanica
Pseudepidalea luristanica är en groddjursart som först beskrevs av Schmidt 1952.  Pseudepidalea luristanica ingår i släktet Pseudepidalea och familjen paddor. IUCN kategoriserar arten globalt som livskraftig. Inga underarter finns listade i Catalogue of Life.